# Louis Mill
Louis Mill est un homme politique français né le 6 avril 1864 à Paris 1er et décédé le 31 août 1931 à Paris.

## Biographie
Louis Mill est le fils de Louis-Antoine Mill (1814-1892) et d’Henriette-Rosalie-Aimée Donadieu (1826-1886). Il épouse Lucie-Delphine Griolet le 25 mai 1898 à Paris 8e, fille de Gaston Griolet.
Docteur en droit, avocat à Paris, il est conseiller municipal de Paris de 1897 à 1900. Il est député du Pas-de-Calais de 1902 à 1906, inscrit au groupe de l'Union des ligues républicaines. Fondateur de l'Alliance démocratique en 1905, il devient président du conseil de surveillance du Temps en 1906 puis son directeur en 1929 à la suite des rachats des parts du directeur précédent, le  fils d'Adrien Hébrard. À son décès, le public apprend par une lettre découverte dans un de ses coffres qu'il est le prête-nom d'un « consortium » regroupant des organisations patronales, le Comité des forges, le Comité des Houillères, l'Union des industries métallurgiques et minières et la Confédération générale du patronat français. 
Il est inhumé au cimetière Montmartre, dans la 5e division, en bas de l'avenue de Montebello.

## Sources
- « Louis Mill », dans le Dictionnaire des parlementaires français (1889-1940), sous la direction de Jean Jolly, PUF, 1960 [détail de l’édition]
- Le Temps, du 2 septembre 1931, traitant du décès de Louis-Mill avec sa biographie.